# Gerald Weiß (Leichtathlet)

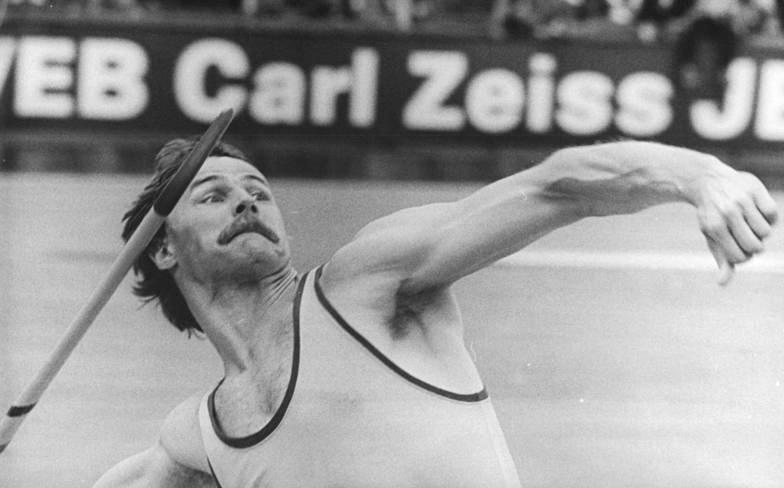
Gerald Weiß bei der Olympiaqualifikation 1988 in Jena

Gerald Dietmar Eberhard Weiß (* 8. Januar 1960 in Lübz; † 17. Februar 2018 in Kloster Lehnin) war ein Leichtathlet, der für die DDR 1988 Olympiasechster im Speerwurf war.
Gerald Weiß hatte sich 1979 als Fünfter bei den DDR-Meisterschaften platziert. 1980 belegte er hinter Detlef Michel mit 82,72 m den zweiten Platz, 1981 warf er den Speer bei den DDR-Meisterschaften auf 89,56 m und gewann den Meistertitel. 1983 wurde er mit 86,02 m Zweiter hinter Michel, 1984 erreichte er mit 88,94 m den dritten Platz hinter Uwe Hohn und Detlef Michel. 1985 belegte Weiß den vierten Platz.
Mit dem ab 1986 verwendeten neuen Speer kam Weiß auf Anhieb gut zurecht, er belegte bei den DDR-Meisterschaften mit 80,88 m den zweiten Platz hinter Detlef Michel. Bei den Europameisterschaften 1986 in Stuttgart vertraten beide zusammen die DDR. In der Qualifikation gelang Weiß ein Wurf von 81,40 m, der im Finale zum vierten Platz gereicht hätte. Weiß warf aber im Vorkampf lediglich 76,24 m und schied als Elfter nach dem Vorkampf aus. 1987 belegte Weiß mit 75,80 m den zweiten Platz bei den DDR-Meisterschaften hinter Detlef Michel, 1988 erreichte er mit 81,92 m den zweiten Platz hinter Silvio Warsönke. Bei den Olympischen Spielen 1988 in Seoul kam der erfahrene Weiß mit den Verhältnissen besser zurecht als der junge Warsönke. Weiß erreichte mit 80,22 m das Finale und belegte mit 81,30 m den sechsten Platz. Nach zwei dritten Plätzen bei den beiden letzten Meisterschaften der DDR, trat Weiß 1991 auch bei den ersten gesamtdeutschen Meisterschaften nach der Wende an und belegte den fünften Platz.
Die Bestleistung von Gerald Weiß mit dem alten Speer stand bei 90,06 m, die er 1984 geworfen hatte. Mit dem neuen Speer kam er 1988 auf 83,30 m. Gerald Weiß trat für den SC Traktor Schwerin bzw. den Schweriner SC an. Bei einer Körpergröße von 1,93 m betrug sein Wettkampfgewicht 105 kg. In den nach der Wende öffentlich gewordenen Unterlagen zum Staatsdoping in der DDR fand sich bei den gedopten Sportlern auch der Name von Weiß. Gerald Weiß erlernte den Beruf als Kfz-Schlosser. Nach der Berufsausbildung absolvierte er ein Fachhochschulstudium mit Abschluss Sozialpädagoge.